# Šport u 1919.
◄◄ | ◄ | 1916. | 1917. | 1918. | 1919.  | 1920. | 1921. | 1922. | ► | ►►
Arhitektura • Astronomija • Biologija • Film • Fotografija • Glazba • Kazalište • Kemija • Kiparstvo • Knjige • Književnost • Kršćanstvo • Meteorologija • Medicina • Planinarstvo • Politika • Pravo • Promet • Slikarstvo • Strip • Šport • Televizija • Znanost • Zrakoplovstvo • Željeznički promet
Šport u 1919.

## Svijet

### Osnivanja
- NK Jedinstvo Bihać, bosanskohercegovački nogometni klub
- Leeds United F.C., engleski nogometni klub
- Angers SCO, francuski nogometni klub
- AS Saint-Étienne, francuski nogometni klub
- Montpellier HSC, francuski nogometni klub
- NK Celje, slovenski nogometni klub
- ŠK Slovan Bratislava, slovački nogometni klub

## Hrvatska i u Hrvata

### Osnivanja
- Zagrebački nogometni podsavez
- NK GOŠK Gabela, bosanskohercegovački nogometni klub
- HNK Cibalia Vinkovci, hrvatski nogometni klub
- HNK Dubrovnik 1919, hrvatski nogometni klub
- HNK Orijent 1919, hrvatski nogometni klub
- NK Karlovac 1919, hrvatski nogometni klub
- NK Solin, hrvatski nogometni klub

## Vanjske poveznice
|  | Zajednički poslužitelj ima još gradiva o temi Šport u 1919. |